# Porto Rico ai XXIII Giochi olimpici invernali
Porto Rico ha partecipato ai XXIII Giochi olimpici invernali, che si sono svolti dal 9 al 28 febbraio 2018 a PyeongChang, in Corea del Sud, con una delegazione composta da un solo atleta, lo sciatore alpino Charles Flaherty, che è stato anche il portabandiera.

## Sci alpino
Porto Rico ha schierato nello sci alpino Charles Flaherty.
| Atleta           | Evento         | Run 1   | Run 1  | Run 2   | Run 2  | Totale  | Totale |
| Atleta           | Evento         | Tempo   | Posiz. | Tempo   | Posiz. | Tempo   | Posiz. |
| ---------------- | -------------- | ------- | ------ | ------- | ------ | ------- | ------ |
| Charles Flaherty | Slalom gigante | 1:28.50 | 83     | 1:27.55 | 73     | 2:56.05 | 73     |